# 17460 Mang
17460 Mang (1990 TC11) là một tiểu hành tinh vành đai chính được phát hiện ngày 10 tháng 10 năm 1990 bởi L. D. Schmadel và F. Borngen ở Tautenburg.